# Heivlinder
De heivlinder (Hipparchia semele) is een vlinder uit de onderfamilie Satyrinae (zandoogjes en erebia's). 

## Kenmerken
De vlinder heeft een spanwijdte van 51 tot 62 millimeter.

## Verspreiding en leefgebied
De vlinder leeft in droge en schrale gebieden zoals de duinen en heiden. Op de Nederlandse Rode lijst staat de vlinder als gevoelig beschreven en in Vlaanderen is de heivlinder kwetsbaar. De vlinder komt in heel Europa voor.
De vliegtijd van de heivlinder is juni tot en met september. Ze vliegen in één generatie per jaar.

## Waardplanten
Waardplanten van de heivlinderrups zijn roodzwenkgras, struisgras en dravik.

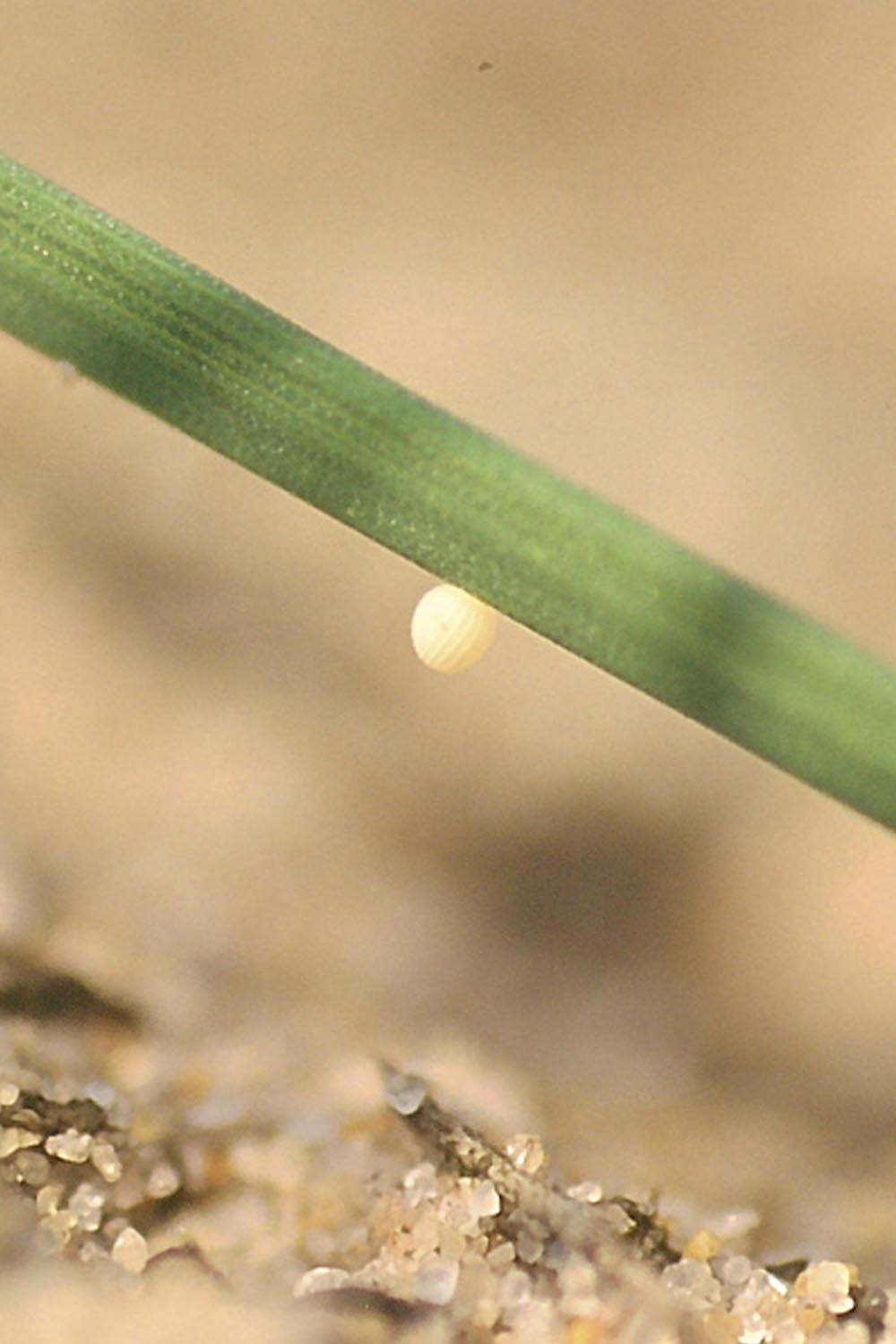
Ei
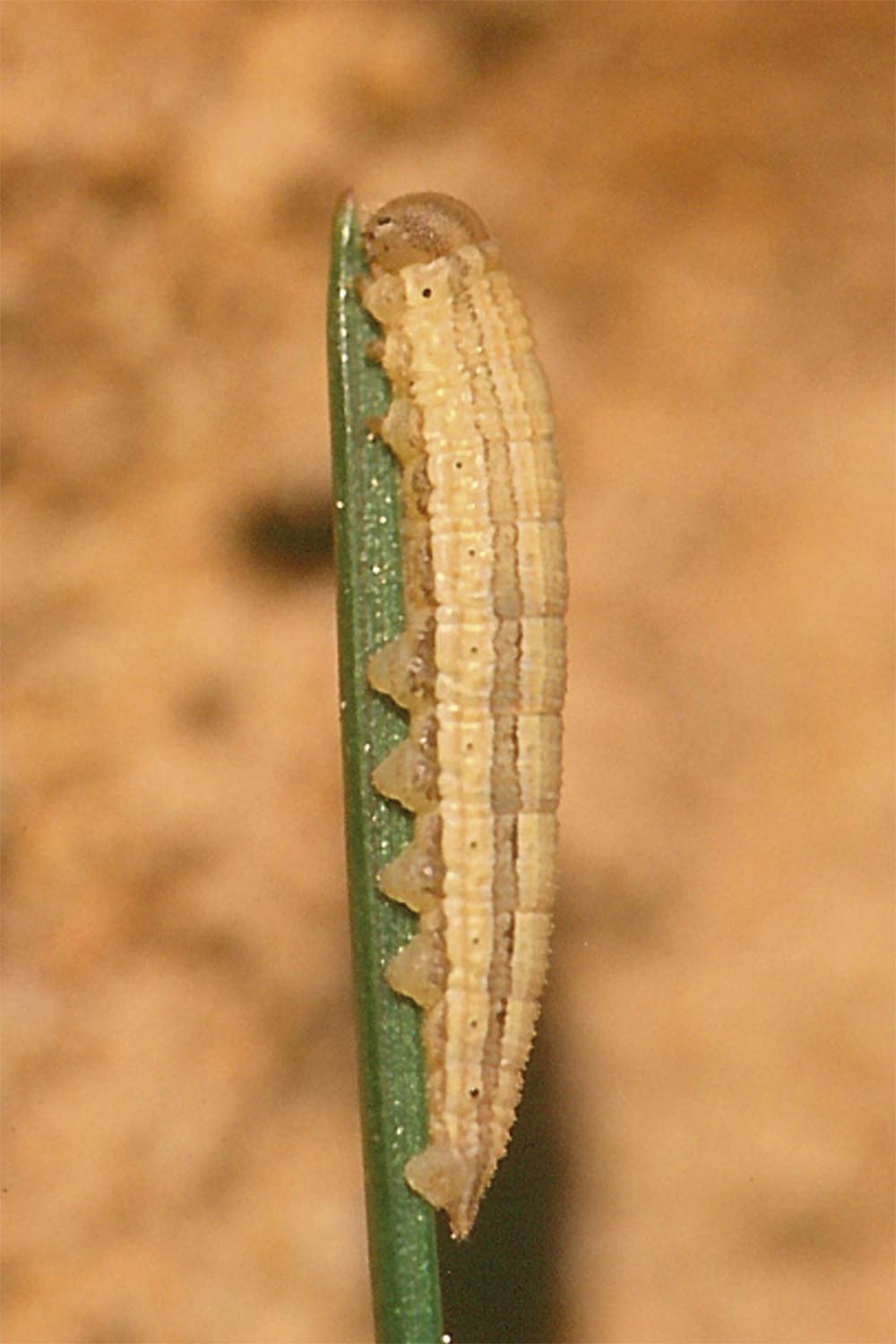
Rups
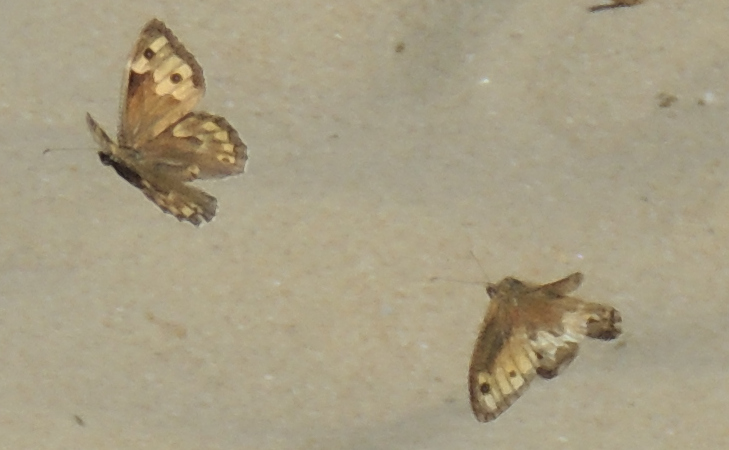
Heivlinders die elkaar najagen